# Nati il 28 settembre

## VI secolo a.C.(1)
- 551 a.C. - Confucio, filosofo cinese († 479 a.C.)

## X secolo(1)
- 947 - Al-Qadir, califfo († 1031)

## XV secolo(2)
- 1427 - Francesca d'Amboise, monaca cristiana francese († 1485)
- 1493 - Agnolo Firenzuola, scrittore italiano († 1543)

## XVI secolo(9)
- 1511 - Matsudaira Kiyoyasu, militare giapponese († 1536)
- 1518 - Michelangelo Florio, umanista, predicatore e teologo italiano († 1566)
- 1541 - Filippo Guastavillani, cardinale italiano († 1587)
- 1555 - Enrico de La Tour d'Auvergne, nobile e militare francese († 1623)
- 1564 - Sibilla di Anhalt, nobile tedesca († 1614)
- 1565 - Alessandro Tassoni, scrittore e poeta italiano († 1635)
- 1573 - Théodore de Mayerne, medico svizzero
- 1575 - Vincenzo Geremia, ingegnere, inventore e architetto italiano († 1679)
- 1597 - Justus Sustermans, pittore fiammingo († 1681)

## XVII secolo(19)
- 1601 - Elisabetta di Harrach, contessa austriaca († 1655)
- 1605 - Ismael Bullialdus, astronomo e presbitero francese († 1694)
- 1613 - Simeone Difnico, vescovo cattolico dalmata († 1661)
- 1614 - Juan Hidalgo de Polanco, compositore e arpista spagnolo († 1685)
- 1615 - Giberto III Borromeo, cardinale italiano († 1672)
- 1626 - Elizabeth Murray, II contessa di Dysart, nobildonna scozzese († 1698)
- 1636 - Sofia Dorotea di Schleswig-Holstein-Sonderburg-Glücksburg, nobile tedesca († 1689)
- 1643 - Filippo di Lorena, nobile francese († 1702)
- 1663 - Henry FitzRoy, I duca di Grafton, nobile e generale britannico († 1690)
- 1665 - George FitzRoy, I duca di Northumberland, nobile, generale e politico inglese († 1716)
- 1667 - Asano Naganori, militare giapponese († 1701)
- 1668 - Gabriele Hawa, arcivescovo cattolico siriano († 1752)
- 1671 - Henry Grey, I duca di Kent, nobile e politico inglese († 1740)
- 1680 - Aleksej Michajlovič Čerkasskij, nobile e politico russo († 1742)
- 1680 - Nicolas Ravot d'Ombreval, politico e magistrato francese († 1729)
- 1681 - Johann Mattheson, compositore tedesco († 1764)
- 1686 - Cosmas Damian Asam, pittore, architetto e scultore tedesco († 1739)
- 1690 - James Murray, II duca di Atholl, nobile scozzese († 1764)
- 1698 - Pierre-Louis Moreau de Maupertuis, matematico, fisico e filosofo francese († 1759)

## XVIII secolo(42)
- 1704 - Maria Caterina Negri, contralto italiano
- 1705 - Henry Fox, I barone Holland, politico inglese († 1774)
- 1705 - Johann Peter Kellner, compositore e organista tedesco († 1772)
- 1707 - Antoine Clériade de Choiseul-Beaupré, cardinale e arcivescovo cattolico francese († 1774)
- 1708 - Giovanni Michele Graneri, pittore italiano († 1762)
- 1709 - Fabrizio Galliari, pittore e scenografo italiano († 1790)
- 1716 - Benedetto Pucilli, vescovo cattolico italiano († 1786)
- 1721 - Giacomo Guerrini, pittore italiano († 1793)
- 1730 - Francesco Vanni, vescovo cattolico italiano († 1803)
- 1731 - Pietro Napoli Signorelli, saggista, storiografo e scrittore italiano († 1815)
- 1735 - Augustus FitzRoy, III duca di Grafton, nobile e politico britannico († 1811)
- 1738 - Felipe Scío Riaza, vescovo cattolico spagnolo († 1796)
- 1739 - Clemente Venceslao di Sassonia, arcivescovo cattolico tedesco († 1812)
- 1741 - William Brodie, artigiano, politico e criminale scozzese († 1788)
- 1744 - Vincenzo Malacarne, anatomista e chirurgo italiano († 1816)
- 1744 - Charles Marsham, I conte di Romney, politico inglese († 1811)
- 1746 - William Jones, linguista, orientalista e magistrato britannico († 1794)
- 1746 - Giovanni Punto, cornista e compositore ceco († 1803)
- 1748 - La Perricholi, attrice teatrale, cantante e ballerina peruviana († 1819)
- 1753 - Jean-François Pagès des Huttes, nobile e militare francese († 1789)
- 1754 - Carlo Tenivelli, storico e poeta italiano († 1797)
- 1760 - Carl Ulysses von Salis-Marschlins, naturalista, viaggiatore e politico svizzero († 1818)
- 1762 - Gregor von Zirkel, vescovo cattolico tedesco († 1817)
- 1765 - Federico Cristiano II di Schleswig-Holstein-Sonderburg-Augustenburg, principe danese († 1814)
- 1766 - Edward Stopford, politico e generale irlandese († 1837)
- 1768 - John Jackson, pugile inglese († 1845)
- 1770 - William Craven, I conte di Craven, nobile e ufficiale inglese († 1825)
- 1772 - Wenzel Aloys Stütz, scrittore e medico tedesco († 1806)
- 1779 - Giovan Pietro Vieusseux, scrittore e editore italiano († 1863)
- 1780 - Élie Decazes, politico e nobile francese († 1860)
- 1785 - Gerolamo Staffieri, stuccatore e scultore svizzero († 1837)
- 1785 - David Walker, scrittore statunitense († 1830)
- 1786 - Vasilij Ivanovič Ladomirskij, ufficiale e politico russo († 1847)
- 1788 - Gustav Friedrich Hetsch, architetto danese († 1864)
- 1789 - Richard Bright, medico inglese († 1858)
- 1789 - Giuseppe Grosso Cacopardo, avvocato, storico e letterato italiano († 1858)
- 1789 - Luisa Carolina d'Assia-Kassel, nobildonna († 1867)
- 1791 - Francesco Maggioncalda, politico italiano († 1861)
- 1794 - Giacomo Castrucci, archeologo italiano († 1858)
- 1795 - Sergej Ivanovič Murav'ëv-Apostol, rivoluzionario russo († 1826)
- 1797 - Fëdor Petrovič Litke, navigatore, geografo e esploratore russo († 1882)
- 1798 - Bonaventura Genelli, pittore e illustratore tedesco († 1868)

## XIX secolo(184)
- 1801 - Caterina Cittadini, religiosa italiana († 1857)
- 1802 - Costantino di Löwenstein-Wertheim-Rosenberg, nobile tedesco († 1838)
- 1802 - Saverio Griffini, generale e patriota italiano († 1884)
- 1803 - Prosper Mérimée, scrittore, storico e archeologo francese († 1870)
- 1803 - Ludwig Richter, pittore e incisore tedesco († 1884)
- 1804 - Giacinto Maria Giuseppe de Ferrari, arcivescovo cattolico, religioso e teologo italiano († 1874)
- 1807 - Arnold Henri Guyot, geologo e geografo svizzero († 1884)
- 1808 - Hippolyte-Benjamin Adam, pittore francese († 1853)
- 1810 - Giuseppe Berardi, cardinale italiano († 1878)
- 1810 - Antonio Brighenti, pittore italiano († 1893)
- 1811 - Friedrich Karl Franz Hecker, rivoluzionario tedesco († 1881)
- 1816 - George Hamilton Gordon, V conte di Aberdeen, nobile e politico scozzese († 1864)
- 1816 - Enrico Montazio, giornalista italiano († 1886)
- 1820 - Peter Eskilsson, pittore e fotografo svedese († 1872)
- 1820 - Giuseppe Tavolotti, politico italiano († 1887)
- 1821 - Jonathan Clarkson Gibbs, educatore e predicatore statunitense († 1874)
- 1822 - Peter Michal Bohúň, pittore slovacco († 1879)
- 1822 - Thomas Lyon-Bowes, XII conte di Strathmore e Kinghorne, nobile britannico († 1865)
- 1823 - Alexandre Cabanel, pittore francese († 1889)
- 1823 - Aniceto Ferrante, vescovo cattolico italiano († 1883)
- 1823 - Amos Ocari, ingegnere e patriota italiano († 1897)
- 1824 - George Johnston Allman, matematico irlandese († 1904)
- 1824 - Richard Gilmour, vescovo cattolico scozzese († 1891)
- 1824 - Francis Turner Palgrave, poeta e critico letterario britannico († 1897)
- 1825 - Ludwig Diestel, teologo tedesco († 1879)
- 1825 - William Farren junior, attore teatrale inglese († 1908)
- 1825 - Rafael Núñez, politico colombiano († 1894)
- 1827 - Bernhard Baumeister, attore, regista e docente tedesco († 1917)
- 1828 - Friedrich Albert Lange, filosofo, sociologo e giornalista tedesco († 1875)
- 1828 - Antoinette de Mérode, contessa belga († 1864)
- 1830 - Pietro Saccardo, architetto e ingegnere italiano († 1903)
- 1831 - Giacomo Macrì, giurista e politico italiano († 1908)
- 1831 - Massimiliano Antonio di Thurn und Taxis, nobile tedesco († 1867)
- 1832 - Onorato Gaetani dell'Aquila d'Aragona, nobile e politico italiano († 1904)
- 1833 - Alessandro Busi, compositore, direttore d'orchestra e pedagogo italiano († 1895)
- 1833 - Ram Singh II, principe indiano († 1880)
- 1835 - Francesco Bidischini, patriota e militare italiano († 1907)
- 1838 - Achille De Giovanni, medico e politico italiano († 1916)
- 1838 - Shirdi Sai Baba, mistico indiano († 1918)
- 1839 - Theodor Langhans, medico tedesco († 1915)
- 1839 - Frances Willard, attivista e educatrice statunitense († 1898)
- 1840 - George Wilbur Peck, politico, militare e editore statunitense († 1916)
- 1841 - Georges Clemenceau, politico francese († 1929)
- 1841 - Francis Philip Fleming, politico statunitense († 1908)
- 1841 - Hermann Nothnagel, medico tedesco († 1905)
- 1844 - Milton Nobles, sceneggiatore, romanziere e commediografo statunitense († 1924)
- 1852 - Josiah Conder, architetto inglese († 1920)
- 1852 - John French, generale e nobile britannico († 1925)
- 1852 - Paul Wilhelm Keppler, vescovo cattolico tedesco († 1926)
- 1852 - Henri Moissan, chimico francese († 1907)
- 1853 - Herbert Ayling, attore teatrale statunitense († 1919)
- 1853 - Christian Klucker, alpinista, insegnante e politico svizzero († 1928)
- 1854 - Michele Rajna, matematico e astronomo italiano († 1920)
- 1856 - Kate Douglas Wiggin, educatrice e scrittrice statunitense († 1923)
- 1857 - Lewis Bayly, ammiraglio britannico († 1938)
- 1857 - Edward Herbert Thompson, diplomatico e archeologo statunitense († 1935)
- 1858 - Antonio Edoardo Chinotto, generale italiano († 1916)
- 1858 - Marie-Louis Damotte, schermidore francese († 1924)
- 1858 - George G. Eitel, chirurgo statunitense († 1928)
- 1858 - Eugen Korschelt, zoologo tedesco († 1946)
- 1858 - Gustaf Kossinna, filologo e archeologo tedesco († 1931)
- 1859 - Alfredo Baquerizo, politico ecuadoriano († 1951)
- 1859 - Oreste Mentasti, commediografo e regista cinematografico italiano († 1935)
- 1860 - Paul Ulrich Villard, fisico e chimico francese († 1934)
- 1861 - Wilhelm Diegelmann, attore tedesco († 1934)
- 1861 - Lazzaro Pasini, pittore italiano († 1949)
- 1863 - Carlo I del Portogallo, sovrano portoghese († 1908)
- 1863 - Edouard Myin, tiratore a segno belga († 1931)
- 1863 - Vladimir Afanas'evič Obručev, geologo, esploratore e scrittore russo († 1956)
- 1864 - Félix Debax, schermidore francese († 1914)
- 1864 - Arthur Kampf, pittore tedesco († 1950)
- 1864 - Giuseppe Malagoli, glottologo italiano († 1947)
- 1865 - Amelia d'Orléans, nobile († 1951)
- 1866 - Oscar Tschirky, scrittore svizzero († 1950)
- 1867 - James Edwin Campbell, poeta, editore e saggista statunitense († 1896)
- 1867 - Hiranuma Kiichirō, politico giapponese († 1952)
- 1868 - Alfredo Frassati, editore, giornalista e politico italiano († 1961)
- 1868 - Evelyn Beatrice Hall, scrittrice e biografa britannica († 1956)
- 1868 - Giuseppe Innocenti, funzionario e politico italiano († 1949)
- 1869 - Enrico Dante Fantappiè, architetto italiano († 1951)
- 1869 - Francesco Saverio Mosso, medico e politico italiano († 1946)
- 1870 - Florent Schmitt, compositore francese († 1958)
- 1871 - Pietro Badoglio, generale e politico italiano († 1956)
- 1871 - Fred P. Cone, politico statunitense († 1948)
- 1871 - Franz Grainer, fotografo tedesco († 1948)
- 1871 - Gerardo Machado, politico e generale cubano († 1939)
- 1872 - Lena Ashwell, attrice e manager inglese († 1957)
- 1872 - Shirley Jackson Case, matematico e teologo canadese († 1947)
- 1872 - Tom Terriss, regista, attore e sceneggiatore britannico († 1964)
- 1873 - Aage Bertelsen, pittore danese († 1945)
- 1874 - James Woodget, tiratore di fune britannico († 1960)
- 1875 - Hermine Bosetti, soprano tedesco († 1936)
- 1877 - Walter Thijssen, canottiere olandese († 1943)
- 1877 - Stanner E.V. Taylor, sceneggiatore e regista statunitense († 1948)
- 1877 - Al Young, pugile statunitense († 1940)
- 1878 - Adolphe Cayron, pistard francese († 1950)
- 1878 - Joe Ruddy, pallanuotista e nuotatore statunitense († 1962)
- 1879 - Paul Armengaud, generale francese († 1970)
- 1879 - Benjamin Christensen, regista, attore e cantante danese († 1959)
- 1879 - Sof'ja Vasil'evna Fëdorova, ballerina russa († 1963)
- 1880 - Stanko Premrl, compositore sloveno († 1965)
- 1880 - René Ressejac-Duparc, calciatore francese († 1941)
- 1881 - Luigi Cirenei, militare, compositore e direttore d'orchestra italiano († 1947)
- 1881 - Pedro de Cordoba, attore statunitense († 1950)
- 1881 - Cesare Gavina, politico e avvocato italiano († 1969)
- 1881 - Eugeni d'Ors, scrittore spagnolo († 1954)
- 1881 - Eleonora Sears, tennista, giocatrice di squash e giocatrice di polo statunitense († 1968)
- 1882 - Rudolf Meinert, produttore cinematografico, sceneggiatore e regista austriaco († 1943)
- 1882 - Antonino Callari, avvocato e politico italiano († 1940)
- 1882 - Luigi Castiglioni, latinista e filologo classico italiano († 1965)
- 1882 - Eugenio Lazzareschi, archivista, scrittore e biografo italiano († 1949)
- 1882 - Vasile Pârvan, storico, archeologo e epigrafista romeno († 1927)
- 1882 - Luigi Russo, prefetto, politico e generale italiano († 1964)
- 1884 - David Hamilton Jackson, attivista danese († 1946)
- 1884 - Thomas Kennedy, maratoneta statunitense († 1937)
- 1884 - James Squair, calciatore inglese († 1909)
- 1884 - Otto Wünsche, militare tedesco († 1919)
- 1885 - Stanislao Amilcare Battistelli, vescovo cattolico italiano († 1981)
- 1885 - Francesco Ciarlantini, giornalista, scrittore e politico italiano († 1940)
- 1885 - Emil Väre, lottatore finlandese († 1974)
- 1886 - Ercole Drei, scultore italiano († 1973)
- 1886 - Gladys Feldman, attrice e ballerina statunitense († 1974)
- 1886 - Alice Hollister, attrice statunitense († 1973)
- 1887 - Pierre Bertran de Balanda, cavaliere francese († 1946)
- 1887 - Avery Brundage, dirigente sportivo, discobolo e multiplista statunitense († 1975)
- 1887 - Giovanni Battista Corgnali, glottologo e bibliotecario italiano († 1956)
- 1887 - Avgust Pirjevec, critico letterario, bibliotecario e lessicografo sloveno († 1943)
- 1887 - Petru Rocca, politico e scrittore francese († 1966)
- 1887 - Torsten Sandelin, ginnasta finlandese († 1950)
- 1887 - Jean Toulout, attore, regista e sceneggiatore francese († 1962)
- 1888 - Alfonso Gibilaro, pianista e compositore italiano († 1957)
- 1888 - Joachim Lemelsen, generale tedesco († 1954)
- 1888 - Renata d'Asburgo-Teschen, nobile († 1935)
- 1889 - Gaetano Baccari, avvocato e politico italiano
- 1889 - Raffaele Baratta, arcivescovo cattolico italiano († 1973)
- 1889 - Hans Behrendt, sceneggiatore, attore e regista tedesco († 1942)
- 1889 - Maurice Dease, militare britannico († 1914)
- 1889 - Bernard Premsela, sessuologo olandese († 1944)
- 1889 - Vilho Väisälä, meteorologo, fisico e esperantista finlandese († 1969)
- 1890 - Jonas Aas, calciatore norvegese († 1971)
- 1890 - Ilio Barontini, partigiano e politico italiano († 1951)
- 1890 - Karl Weisenberger, generale tedesco († 1952)
- 1891 - Lionel Bony de Castellane, schermidore francese († 1965)
- 1891 - Myrtle Gonzalez, attrice statunitense († 1918)
- 1891 - Gherardo Marone, ispanista, critico letterario e avvocato italiano († 1962)
- 1891 - Walden Martin, ciclista su strada statunitense († 1966)
- 1891 - Giorgio Sallustio Rossi, pittore e decoratore italiano († 1982)
- 1892 - Luigi Bagnolati, politico italiano († 1976)
- 1892 - Elmer Rice, regista, scrittore e drammaturgo statunitense († 1967)
- 1892 - Ruth Stonehouse, attrice, regista e sceneggiatrice statunitense († 1941)
- 1892 - Benvenuto Terzi, musicista, compositore e chitarrista italiano († 1980)
- 1892 - Edmond Thieffry, militare e aviatore belga († 1929)
- 1893 - Hilda Geiringer, matematica austriaca († 1973)
- 1893 - William Reid, cestista, allenatore di pallacanestro e dirigente sportivo statunitense († 1955)
- 1894 - Antonio Amantea, generale e aviatore italiano († 1983)
- 1894 - Louis Cottier, artigiano e orologiaio svizzero († 1966)
- 1894 - Antonio Prestinenza, giornalista e scrittore italiano († 1967)
- 1894 - Şehzade Mehmed Abdülhalim, principe ottomano († 1926)
- 1895 - Riccardo Battistoni, calciatore italiano († 1956)
- 1895 - Stefano Ferrando, missionario e arcivescovo cattolico italiano († 1978)
- 1895 - Wallace Harrison, architetto statunitense († 1981)
- 1895 - Melville Shyer, regista, sceneggiatore e produttore cinematografico statunitense († 1968)
- 1896 - Enea Bortolotti, matematico italiano († 1942)
- 1896 - Francesco Cavallini, calciatore italiano († 1945)
- 1896 - William Munford Tuck, politico statunitense († 1983)
- 1896 - Aldo Urbani, generale italiano († 1973)
- 1897 - Fiorenzo Clauser, politico e medico italiano († 1967)
- 1897 - Anita Durante, attrice italiana († 1994)
- 1897 - Samuel Noah Kramer, storico statunitense († 1990)
- 1897 - Miha Krek, politico e avvocato jugoslavo († 1969)
- 1897 - Charles Thomas, politico statunitense († 1983)
- 1898 - Mario Umberto Borzacchini, pilota automobilistico italiano († 1933)
- 1898 - Carl Clauberg, medico tedesco († 1957)
- 1898 - Lew Tendler, pugile statunitense († 1970)
- 1899 - Achille Campanile, scrittore e drammaturgo italiano († 1977)
- 1899 - Miguel Contreras Torres, regista, sceneggiatore e produttore cinematografico messicano († 1981)
- 1899 - Bertil Lundman, antropologo e scrittore svedese († 1993)
- 1900 - Albert Beier, calciatore tedesco († 1972)
- 1900 - Angelo Bellato, politico italiano († 1985)
- 1900 - Otto Braun, politico, scrittore e militare tedesco († 1974)
- 1900 - Giovanni Degni, allenatore di calcio e calciatore italiano († 1975)
- 1900 - César Espinoza, calciatore cileno († 1956)
- 1900 - Ernst Fegté, scenografo tedesco († 1976)
- 1900 - Rolph Schroeder, violinista tedesco († 1980)

## XX secolo(891)
- 1901 - Mario Apollonio, critico letterario, critico teatrale e antifascista italiano († 1971)
- 1901 - Rafael Carrasco Garrorena, astronomo spagnolo († 1981)
- 1901 - Kurt Friedrichs, matematico tedesco († 1982)
- 1901 - William S. Paley, imprenditore statunitense († 1990)
- 1901 - Ed Sullivan, conduttore televisivo, showman e giornalista statunitense († 1974)
- 1902 - Vladimir Michajlovič Mjasiščev, ingegnere aeronautico sovietico († 1978)
- 1903 - Francesco Pretti, marciatore e dirigente sportivo italiano († 1988)
- 1904 - Frank Cuhel, ostacolista statunitense († 1943)
- 1904 - Piero Drisaldi, hockeista su pista italiano († 1985)
- 1904 - Giulio Gaudini, schermidore italiano († 1948)
- 1905 - Cesare Butti, allenatore di calcio e calciatore italiano († 1994)
- 1905 - Edwin Colbert, paleontologo statunitense († 2001)
- 1905 - L. Mendel Rivers, politico statunitense († 1970)
- 1905 - Max Schmeling, pugile e attore tedesco († 2005)
- 1906 - Paul Fromm, mercante e mecenate statunitense († 1987)
- 1906 - Michelangelo Iorio, politico italiano († 1987)
- 1906 - Ercole Pace, inventore e tecnico del suono italiano († 1983)
- 1907 - Adriano Baracco, giornalista, sceneggiatore e produttore cinematografico italiano († 1976)
- 1907 - Turk Edwards, giocatore di football americano statunitense († 1973)
- 1907 - Ragnar Gustavsson, calciatore svedese († 1980)
- 1907 - Antoine Mélardy, pallanuotista belga († 1973)
- 1907 - Heikki Savolainen, ginnasta finlandese († 1997)
- 1907 - Bhagat Singh, rivoluzionario indiano († 1931)
- 1907 - Evgenij Zavojskij, fisico sovietico († 1976)
- 1908 - Pierce Brodkorb, ornitologo e paleontologo statunitense († 1992)
- 1908 - Giovanni Pellegrini, architetto italiano († 1995)
- 1908 - Sofia Vanni Rovighi, storica della filosofia italiana († 1990)
- 1909 - Al Capp, fumettista statunitense († 1979)
- 1909 - Stjepan Gunjača, storico e archeologo jugoslavo († 1981)
- 1909 - Bruno Venturini, chimico e partigiano italiano († 1944)
- 1910 - Mirko Basaldella, scultore e pittore italiano († 1969)
- 1910 - Mario Conte, calciatore italiano
- 1910 - Franz Fuchsberger, calciatore austriaco († 1992)
- 1910 - Ciril Kosmač, scrittore e poeta sloveno († 1980)
- 1910 - Diosdado Macapagal, politico filippino († 1997)
- 1910 - Michał Matyas, allenatore di calcio e calciatore polacco († 1975)
- 1910 - Maxwell M. Rabb, avvocato e funzionario statunitense († 2002)
- 1910 - Ángel Sanz Briz, diplomatico spagnolo († 1980)
- 1911 - Alvaro Cartei, pittore e ceramista italiano († 1995)
- 1911 - Sergejs Maģers, calciatore lettone († 1988)
- 1911 - Bruno Valisa, calciatore e allenatore di calcio italiano
- 1911 - Ellsworth Vines, tennista statunitense († 1994)
- 1911 - Olle Åkerlund, velista svedese († 1978)
- 1912 - Ray Adams, cestista statunitense († 1992)
- 1912 - Ada Buffulini, antifascista italiana († 1991)
- 1912 - Giovanni Mariacher, storico dell'arte e museologo italiano († 1994)
- 1912 - Kees Mijnders, calciatore olandese († 2002)
- 1912 - Piergiacomo Morandi, calciatore italiano
- 1912 - Édouard Wawrzeniak, calciatore francese († 1991)
- 1913 - John Brennan, giocatore di football americano statunitense († 1982)
- 1913 - Warja Honegger Lavater, illustratrice svizzera († 2007)
- 1913 - Alice Marble, tennista statunitense († 1990)
- 1913 - Ellis Peters, scrittrice britannica († 1995)
- 1914 - Luigi Dadaglio, cardinale e arcivescovo cattolico italiano († 1990)
- 1914 - Adolfo Fiumanò, politico italiano († 2005)
- 1914 - Charles Pellat, arabista e islamista francese († 1992)
- 1914 - Maria Franziska von Trapp, cantante e missionaria austriaca († 2014)
- 1915 - Michał Czajczyk, cestista polacco († 1945)
- 1915 - Ethel Greenglass, attivista statunitense († 1953)
- 1915 - Frank Neubert, militare e aviatore tedesco († 2003)
- 1915 - Vladimir Svetilko, sollevatore sovietico († 1996)
- 1915 - Iļja Vestermans, calciatore lettone († 2005)
- 1916 - Kees van Aelst, pallanuotista olandese († 2000)
- 1916 - Arthur Cockfield, funzionario e politico britannico († 2007)
- 1916 - Filomena Delli Castelli, politica italiana († 2010)
- 1916 - Peter Finch, attore australiano († 1977)
- 1916 - Quinto Ghermandi, scultore italiano († 1994)
- 1916 - Ol'ga Lepešinskaja, ballerina sovietica († 2008)
- 1916 - Mila Schön, stilista italiana († 2008)
- 1916 - Francesco Tortarolo, calciatore e allenatore di calcio italiano († 2004)
- 1917 - Carl Ballantine, attore e illusionista statunitense († 2009)
- 1917 - Eugeniusz Horbaczewski, militare e aviatore polacco († 1944)
- 1917 - Augusto Jacobacci, militare italiano († 1960)
- 1917 - Elena Libera, schermitrice italiana († 2012)
- 1917 - Michael Somes, ballerino inglese († 1994)
- 1917 - Yustrich, allenatore di calcio e calciatore brasiliano († 1990)
- 1918 - Ray Birdwhistell, antropologo statunitense († 1994)
- 1918 - Ángel Labruna, calciatore e allenatore di calcio argentino († 1983)
- 1918 - Willi Ritschard, politico svizzero († 1983)
- 1918 - Ivar Sjölin, lottatore svedese († 1992)
- 1918 - Leonhard von Möllendorff, militare tedesco († 1945)
- 1919 - Libero Cecchini, architetto italiano († 2020)
- 1919 - Alberto Giacomelli, magistrato italiano († 1988)
- 1919 - Tom Harmon, giocatore di football americano statunitense († 1990)
- 1919 - Clara Kraus Reggiani, grecista italiana († 2015)
- 1919 - Vittorio Pagano, poeta e scrittore italiano († 1979)
- 1919 - Francisco Peralta, calciatore spagnolo († 1991)
- 1919 - Vittorio Tavernari, scultore e pittore italiano († 1987)
- 1920 - Renato Gaudioso, alpinista, giornalista e regista italiano († 1993)
- 1920 - Jaropolk Leonidovič Lapšin, regista sovietico († 2011)
- 1920 - Heinz Rall, architetto tedesco († 2006)
- 1921 - Augusto Azzaroli, paleontologo italiano († 2015)
- 1921 - Vittorio Borghesi, musicista italiano († 1982)
- 1921 - Alberto Molina, allenatore di calcio e calciatore italiano († 1975)
- 1921 - Valère Ollivier, ciclista su strada e pistard belga († 1958)
- 1921 - Marcello Taccola, calciatore italiano
- 1922 - Zdeněk Chlup, cestista cecoslovacco († 2002)
- 1922 - Knut Dahlen, calciatore norvegese († 1999)
- 1922 - Ruggiero Orofino, tenore italiano († 2021)
- 1923 - António Araújo, calciatore portoghese († 2001)
- 1923 - Bob Braithwaite, tiratore a volo britannico († 2015)
- 1923 - Giuseppe Casale, arcivescovo cattolico italiano († 2023)
- 1923 - Libero Gualtieri, politico e partigiano italiano († 1999)
- 1923 - John Scott, IX duca di Buccleuch, nobile, militare e politico inglese († 2007)
- 1923 - Alex Spanos, imprenditore e dirigente sportivo statunitense († 2018)
- 1923 - William Windom, attore statunitense († 2012)
- 1924 - Amand Audaire, ciclista su strada francese († 2013)
- 1924 - Rudolf Borisovič Baršaj, direttore d'orchestra e violista russo († 2010)
- 1924 - Giuseppe Chiappella, calciatore e allenatore di calcio italiano († 2009)
- 1924 - Andrzej Ciechanowiecki, storico dell'arte, filantropo e collezionista d'arte polacco († 2015)
- 1924 - Edgar Feuchtwanger, storico tedesco
- 1925 - Pietro Barbarito, politico italiano († 2019)
- 1925 - Casimiro Bonfiglio, sindacalista, funzionario e politico italiano († 2013)
- 1925 - Seymour Cray, ingegnere elettronico statunitense († 1996)
- 1925 - Martin David Kruskal, fisico e matematico statunitense († 2006)
- 1925 - Frank Latimore, attore statunitense († 1998)
- 1925 - Enzo Nannini, ciclista su strada italiano († 2000)
- 1926 - Bernard Behrens, attore britannico († 2012)
- 1926 - Ardemio Marangoni, calciatore italiano († 2009)
- 1926 - Larry Roberts, doppiatore statunitense († 1992)
- 1926 - Audrey Williamson, velocista britannica († 2010)
- 1927 - Alan Bridges, regista inglese († 2013)
- 1927 - Pierre Chery, fumettista francese († 2022)
- 1927 - Luis Rijo, calciatore uruguaiano († 2001)
- 1927 - Božidar Senčar, calciatore jugoslavo († 1987)
- 1928 - Hans Geister, velocista tedesco († 2012)
- 1928 - Günther Steines, velocista e mezzofondista tedesco († 1982)
- 1928 - Koko Taylor, cantante statunitense († 2009)
- 1929 - Lata Mangeshkar, cantante indiana († 2022)
- 1929 - Nikolaj Ivanovič Ryžkov, politico e ufficiale russo († 2024)
- 1930 - Werner Delmes, hockeista su prato tedesco († 2022)
- 1930 - Ugo Gregoretti, regista, attore e sceneggiatore italiano († 2019)
- 1930 - Doug Holden, calciatore inglese († 2021)
- 1930 - Sandro Pignatti, botanico e ecologo italiano († 2025)
- 1930 - Daniel Leo Ryan, vescovo cattolico statunitense († 2015)
- 1930 - Giulio Savoini, allenatore di calcio e calciatore italiano († 2015)
- 1930 - Immanuel Wallerstein, sociologo, storico e economista statunitense († 2019)
- 1931 - Ėmma Efimova, schermitrice sovietica († 2004)
- 1931 - John Gilmore, sassofonista statunitense († 1995)
- 1931 - Salvatore Notarrigo, fisico italiano († 1998)
- 1931 - Marjorie Perloff, critica letteraria e anglista austriaca († 2024)
- 1932 - Len Birman, attore canadese († 2023)
- 1932 - John Coyle, calciatore scozzese († 2016)
- 1932 - Víctor Jara, cantautore, musicista e regista teatrale cileno († 1973)
- 1932 - Heinz Krüger, calciatore tedesco orientale († 2003)
- 1933 - Gino Andreani, politico italiano
- 1933 - Miguel Berrocal, scultore e artista spagnolo († 2006)
- 1933 - Giulio Corsini, allenatore di calcio e calciatore italiano († 2009)
- 1933 - Mariano Delogu, politico e dirigente sportivo italiano († 2016)
- 1933 - Mario Gherarducci, giornalista, scrittore e pallanuotista italiano († 2012)
- 1933 - Robert Hogan, attore statunitense († 2021)
- 1933 - Madeleine Kunin, politica tedesca
- 1933 - Franca Parisi, attrice italiana
- 1933 - Isaías Pessotti, psicologo e scrittore brasiliano († 2024)
- 1933 - Alberto Ponis, architetto italiano († 2024)
- 1934 - Brigitte Bardot, attrice, ex modella e cantante francese
- 1934 - Carlo Bestetti, editore italiano († 1987)
- 1934 - Piero Ciampi, cantautore e poeta italiano († 1980)
- 1934 - Mario Coppola, pittore italiano
- 1934 - Todor Diev, calciatore bulgaro († 1995)
- 1934 - Francesco Gangemi, politico e giornalista italiano († 2018)
- 1934 - John Derral Mulholland, astronomo statunitense († 2008)
- 1934 - Janet Munro, attrice britannica († 1972)
- 1935 - David Hannay, diplomatico britannico
- 1935 - Ronald Lacey, attore britannico († 1991)
- 1935 - Corrado Ruggiero, scrittore italiano († 2009)
- 1935 - Pierre Ryckmans, scrittore, saggista e critico letterario belga († 2014)
- 1935 - Alan Shepherd, pilota motociclistico britannico († 2007)
- 1936 - Sherwood Boehlert, politico statunitense († 2021)
- 1936 - Enrico Bonatti, geologo italiano
- 1936 - Pier Quinto Cariaggi, produttore discografico, giornalista e paroliere italiano († 1995)
- 1936 - Emmett Chapman, polistrumentista, inventore e imprenditore statunitense († 2021)
- 1936 - Luciano Garibaldi, giornalista e saggista italiano († 2024)
- 1936 - Robert Wolders, attore olandese († 2018)
- 1936 - Domingos de Oliveira, attore, drammaturgo e regista brasiliano († 2019)
- 1936 - Toer van Schayk, ballerino, coreografo e scenografo olandese
- 1937 - Antonio Golini, statistico e funzionario italiano († 2025)
- 1937 - Slobodan Gordić, ex cestista jugoslavo
- 1937 - Heinz Hornig, allenatore di calcio e ex calciatore tedesco
- 1937 - Horst Meyer, ex calciatore tedesco
- 1937 - Bob Schul, mezzofondista statunitense († 2024)
- 1937 - He Xiantu, fisico cinese
- 1938 - Ezio Maria Caserta, regista teatrale, drammaturgo e poeta italiano († 1997)
- 1938 - Dietrich Dörner, psicologo tedesco
- 1938 - Peter Grosser, calciatore e allenatore di calcio tedesco († 2021)
- 1938 - Huang Ju, politico cinese († 2007)
- 1938 - Ben E. King, cantautore statunitense († 2015)
- 1938 - Alexander Malta, cantante lirico svizzero († 2016)
- 1939 - Mario Almerighi, magistrato e scrittore italiano († 2017)
- 1939 - Giordano Angelini, dirigente d'azienda e politico italiano
- 1939 - Franco Cribiori, ex ciclista su strada, pistard e dirigente sportivo italiano
- 1939 - Stuart Kauffman, biologo statunitense
- 1939 - Kurt Luedtke, sceneggiatore statunitense († 2020)
- 1939 - Jim Maguire, ex cestista canadese
- 1939 - Franco Mazzei, orientalista italiano († 2022)
- 1939 - Rrok Kola Mirdita, arcivescovo cattolico albanese († 2015)
- 1939 - Emil Petru, calciatore rumeno († 1995)
- 1939 - Juan Piris Frígola, vescovo cattolico spagnolo
- 1939 - Rubén Sosa, fumettista e illustratore argentino († 2007)
- 1939 - Adela Turin, scrittrice e editrice italiana († 2021)
- 1939 - Rudolph Walker, attore trinidadiano
- 1940 - Luis Delgado Aparicio, politico peruviano († 2015)
- 1940 - Antonio Buccione, calciatore italiano († 2018)
- 1940 - Guido De Rosso, ex ciclista su strada italiano
- 1940 - Mirna Doris, cantante italiana († 2020)
- 1940 - Aleksandr Sergeevič Ivančenkov, cosmonauta sovietico
- 1940 - Giuseppe La Mura, ex canottiere e medico italiano
- 1940 - Vincenzo Maddaloni, giornalista e saggista italiano
- 1940 - Örjan Sandler, ex pattinatore di velocità su ghiaccio svedese
- 1940 - Domenico Sudano, politico italiano († 2023)
- 1940 - Eddie Theobald, calciatore maltese († 2010)
- 1941 - David Lewis, filosofo statunitense († 2001)
- 1941 - Edmund Stoiber, politico tedesco
- 1941 - Charley Taylor, giocatore di football americano statunitense († 2022)
- 1941 - Lucas Van Looy, vescovo cattolico belga
- 1941 - Sam Zell, imprenditore statunitense († 2023)
- 1942 - Marshall Bell, attore statunitense
- 1942 - Pierre Clémenti, attore e regista francese († 1999)
- 1942 - Norm Evans, ex giocatore di football americano statunitense
- 1942 - Jelica Kalenić, cestista jugoslava († 2025)
- 1942 - Tim Maia, cantante e compositore brasiliano († 1998)
- 1942 - Maria Celeste Nardini, politica italiana († 2020)
- 1943 - Salvu Bonello, ex calciatore maltese
- 1943 - Anne Byrne Hoffman, attrice statunitense
- 1943 - Hugues Dufourt, compositore e filosofo francese
- 1943 - Traudl Hecher, sciatrice alpina austriaca († 2023)
- 1943 - Bobby Hope, allenatore di calcio e calciatore scozzese († 2022)
- 1943 - Katsuji Tsunoda, cestista giapponese († 2011)
- 1943 - J. T. Walsh, attore statunitense († 1998)
- 1943 - Ursula Werner, attrice e doppiatrice tedesca
- 1943 - Masashi Ōuchi, sollevatore giapponese († 2011)
- 1944 - Christian Andersen, ex calciatore danese
- 1944 - Matthew Cowles, attore, drammaturgo e insegnante statunitense († 2014)
- 1944 - Jean Janssens, ex calciatore belga
- 1944 - Manfred Kammerer, ex calciatore tedesco
- 1944 - Marcia Muller, scrittrice statunitense
- 1944 - Francesco Venezia, architetto italiano
- 1944 - Simon Winchester, scrittore e giornalista britannico
- 1944 - Yoshitada Yamaguchi, ex calciatore giapponese
- 1944 - Miloš Zeman, politico ceco
- 1945 - Alioune Badara Bèye, scrittore, poeta e drammaturgo senegalese († 2024)
- 1945 - Michel Castellani, politico francese
- 1945 - Nadežda Čižova, ex pesista e discobola sovietica
- 1945 - Marielle Goitschel, ex sciatrice alpina francese
- 1945 - Randy Mahaffey, ex cestista statunitense
- 1945 - Fusako Shigenobu, attivista e ex terrorista giapponese
- 1946 - Biagio Dell'Uomo, politico italiano
- 1946 - Peter Egan, attore britannico
- 1946 - Herbert Jefferson, attore statunitense
- 1946 - Jeffrey Jones, attore statunitense
- 1946 - Fiona Lewis, attrice britannica
- 1946 - Helen Shapiro, cantante e attrice inglese
- 1946 - Giuseppe Tomasini, ex calciatore italiano
- 1947 - Sheikh Hasina, politica bangladese
- 1947 - Sinclair Murrell, ex cestista panamense
- 1947 - Carlo Palermo, saggista, magistrato e politico italiano
- 1947 - Roberto Russo, regista, sceneggiatore e fotografo italiano
- 1947 - Volodymyr Troškin, calciatore sovietico († 2020)
- 1948 - Giancarlo Maria Bregantini, arcivescovo cattolico italiano
- 1948 - Brent Carter, giocatore di poker statunitense
- 1948 - Fabrizio Fabbri, dirigente sportivo e ciclista su strada italiano († 2019)
- 1948 - Jacques Fontanille, docente francese
- 1948 - Barry Gibbs, ex hockeista su ghiaccio canadese
- 1948 - Heinz Meier, bobbista svizzero
- 1948 - Melissa, cantante e attrice italiana
- 1948 - Anna Santoliquido, poetessa, scrittrice e saggista italiana
- 1948 - Giovanni Tria, economista e politico italiano
- 1948 - Danny Weis, chitarrista e compositore statunitense
- 1948 - Odile de Roubin, ex tennista francese
- 1949 - Eloy Casados, attore statunitense († 2016)
- 1949 - Jimmy "Bo" Horne, cantante statunitense
- 1949 - Paolo Mereghetti, critico cinematografico italiano
- 1949 - Pasqualina Napoletano, ex politica italiana
- 1949 - Paolo Rosa, artista e regista italiano († 2013)
- 1950 - Rolly Benvenuti, ex hockeista su ghiaccio e personaggio televisivo italiano
- 1950 - Rosetta Bozzolo, ex cestista italiana
- 1950 - Paul Burgess, batterista britannico
- 1950 - Christina Hoff Sommers, saggista e filosofa statunitense
- 1950 - Jack Hofsiss, regista teatrale statunitense († 2016)
- 1950 - Terje Olsen, ex calciatore norvegese
- 1950 - John Sayles, regista, sceneggiatore e montatore statunitense
- 1950 - Paul Thagard, filosofo canadese
- 1950 - Mike Thibault, allenatore di pallacanestro e dirigente sportivo statunitense
- 1950 - Stefano Tomassini, giornalista, conduttore radiofonico e saggista italiano († 2021)
- 1950 - Josef Tošovský, economista e politico ceco
- 1951 - Flavio Albanese, progettista e designer italiano
- 1951 - Guido Barendson, giornalista e conduttore televisivo italiano
- 1951 - Bozi Boziana, cantante e chitarrista della Repubblica Democratica del Congo
- 1951 - Giovanni Calò, attore e regista teatrale italiano
- 1951 - Dario Cerrato, ex pilota di rally italiano
- 1951 - Jim Diamond, cantante britannico († 2015)
- 1951 - Silvia Dionisio, attrice e modella italiana
- 1951 - João Laranjeira, ex calciatore portoghese
- 1951 - Stojan Župljanin, poliziotto e criminale di guerra bosniaco
- 1952 - Giuseppe Calì, golfista italiano
- 1952 - Euthymīs Kioumourtzoglou, allenatore di pallacanestro greco
- 1952 - Sylvia Kristel, attrice olandese († 2012)
- 1952 - Vi Lyles, politico statunitense
- 1952 - Gianni Nieddu, politico italiano
- 1952 - David Salle, pittore, incisore e scenografo statunitense
- 1952 - David Schnaufer, musicista statunitense († 2006)
- 1952 - Andy Ward, batterista britannico
- 1953 - Marco Donat-Cattin, terrorista italiano († 1988)
- 1953 - Otmar Hasler, politico liechtensteinese
- 1953 - Katalin Szuchy, ex cestista ungherese
- 1954 - Rosi Braidotti, filosofa italiana
- 1954 - Silvana Fantini, doppiatrice italiana
- 1954 - Steve Largent, ex giocatore di football americano e politico statunitense
- 1954 - Ubaldo Lo Presti, attore italiano
- 1954 - Evan Lurie, musicista e compositore statunitense
- 1954 - George Lynch, chitarrista statunitense
- 1954 - Ennio Nonni, urbanista, architetto e designer italiano
- 1954 - Antonino Pennisi, filosofo e linguista italiano
- 1954 - Margot Wallström, politica e blogger svedese
- 1954 - Damir Šutevski, calciatore jugoslavo († 2020)
- 1955 - Gary Johnson, allenatore di calcio e ex calciatore inglese
- 1955 - Kenny Kirkland, pianista statunitense († 1998)
- 1955 - Roberto Paredes, ex calciatore paraguaiano
- 1955 - Károly Varga, ex tiratore a segno ungherese
- 1956 - Manfred Curbach, ingegnere e docente tedesco
- 1956 - Pietro De Negri, criminale italiano
- 1956 - Gary Figueroa, ex pallanuotista statunitense
- 1956 - Geoff Pike, ex calciatore inglese
- 1957 - Bill Cassidy, politico statunitense
- 1957 - Anita Curtis, ex cestista inglese
- 1957 - Marc Duret, attore e doppiatore francese
- 1957 - Thierry Fischer, direttore d'orchestra e flautista svizzero
- 1957 - Giorgio Gobbi, attore italiano
- 1957 - Kim Jones, ex tennista statunitense
- 1957 - Harris Savides, direttore della fotografia statunitense († 2012)
- 1957 - Concepción Sánchez Freire, ex calciatrice e ex giocatrice di calcio a 5 spagnola
- 1958 - Aldo Baglio, comico, attore e sceneggiatore italiano
- 1958 - Michela Ceschia, ex cestista italiana
- 1958 - Lory Del Santo, personaggio televisivo, attrice e regista italiana
- 1958 - Peter Gantzler, attore danese
- 1958 - Lorenzo Mossini, allenatore di calcio e ex calciatore italiano
- 1958 - Barbara Nascimbene, attrice italiana († 2018)
- 1958 - Raffaele Paganini, ballerino e attore teatrale italiano
- 1959 - Dīmītrīs Agas, ex calciatore cipriota
- 1959 - Orazio Ciliberti, politico e magistrato italiano
- 1959 - Curt Clawson, politico statunitense
- 1959 - Gigio D'Ambrosio, conduttore radiofonico italiano
- 1959 - Ron Fellows, ex pilota automobilistico canadese
- 1959 - Efraín Herrera, ex calciatore messicano
- 1959 - Steve Hytner, attore statunitense
- 1959 - Winona LaDuke, attivista, saggista e economista statunitense
- 1959 - Laurent Petitgand, compositore, polistrumentista e cantante francese
- 1959 - Michael Scott, scrittore irlandese
- 1959 - Giselda Volodi, attrice, drammaturga e regista teatrale italiana
- 1959 - Mitchell Wiggins, cestista e allenatore di pallacanestro statunitense († 2024)
- 1960 - Mehmed Baždarević, allenatore di calcio e ex calciatore jugoslavo
- 1960 - Bob Clasby, ex giocatore di football americano statunitense
- 1960 - Keith Edmonson, ex cestista statunitense
- 1960 - Rossano Rossetti, giocatore di biliardo italiano
- 1960 - Jennifer Rush, cantante statunitense
- 1960 - Nasser Sandjak, allenatore di calcio e ex calciatore algerino
- 1960 - Ahmed Shobair, ex calciatore egiziano
- 1960 - Socrates Buenaventura Villegas, arcivescovo cattolico filippino
- 1960 - Thomas Wegmüller, ex ciclista su strada e pistard svizzero
- 1960 - Mario Ćutuk, calciatore e allenatore di calcio croato († 2023)
- 1961 - Francesco Daveri, economista italiano († 2021)
- 1961 - Jordanka Donkova, ex ostacolista bulgara
- 1961 - Jean-Daniel Délèze, ex sciatore alpino svizzero
- 1961 - Ulrich Eifler, ex schermidore tedesco
- 1961 - Maurizio Faraone, militare sammarinese
- 1961 - Gregory Jbara, attore statunitense
- 1961 - Kazuya Nakamura, preparatore atletico e ex calciatore giapponese
- 1961 - Vittorio Emanuele Parsi, politologo italiano
- 1961 - Didier Philippe, allenatore di calcio, dirigente sportivo e ex calciatore francese
- 1961 - Salvatore Racalbuto, ex arbitro di calcio italiano
- 1961 - Shannon Smith, ex nuotatrice canadese
- 1961 - Tineke Strik, politica olandese
- 1961 - Anne White, ex tennista statunitense
- 1961 - Antonella Zucchini, commediografa e scrittrice italiana
- 1961 - Tatiana de Rosnay, scrittrice e sceneggiatrice francese
- 1962 - Alena Anisim, politica e linguista bielorussa
- 1962 - Anne-Marie Fox, ex modella e fotografa statunitense
- 1962 - Irving Fryar, giocatore di football americano statunitense
- 1962 - Grant Fuhr, ex hockeista su ghiaccio canadese
- 1962 - Fahad Khamees, ex calciatore emiratino
- 1962 - Kathleen Marshall, coreografa e regista teatrale statunitense
- 1962 - Ted McMinn, allenatore di calcio e ex calciatore scozzese
- 1962 - Fred Merkel, pilota motociclistico statunitense
- 1962 - Harm van Veldhoven, dirigente sportivo, allenatore di calcio e ex calciatore olandese
- 1962 - Suzanne Whang, conduttrice televisiva, attrice e comica statunitense († 2019)
- 1963 - Luis Arce, politico e economista boliviano
- 1963 - Paolo Attivissimo, giornalista, scrittore e conduttore radiofonico italiano
- 1963 - Steve Blackman, ex wrestler e ex artista marziale misto statunitense
- 1963 - Érik Comas, ex pilota automobilistico francese
- 1963 - Johnny Dawkins, ex cestista e allenatore di pallacanestro statunitense
- 1963 - Ilija Djakov, ex calciatore bulgaro
- 1963 - Paulinho McLaren, allenatore di calcio e ex calciatore brasiliano
- 1963 - Ray Walker, allenatore di calcio e ex calciatore inglese
- 1963 - Susan Walters, attrice e modella statunitense
- 1963 - Greg Weisman, fumettista e produttore televisivo statunitense
- 1964 - Claudio Borghi, allenatore di calcio e ex calciatore argentino
- 1964 - Sergio Dalma, cantante spagnolo
- 1964 - Janeane Garofalo, attrice, cabarettista e comica statunitense
- 1964 - Paul Jewell, allenatore di calcio e ex calciatore inglese
- 1964 - Brendan Kelly, attore irlandese
- 1964 - Kostadinka Kuneva, politica e sindacalista greca
- 1964 - Pier Paolo Racchetti, aviatore italiano († 1994)
- 1965 - B.G. the Prince of Rap, rapper statunitense († 2023)
- 1965 - Brian Bliss, allenatore di calcio e ex calciatore statunitense
- 1965 - Éric Ciotti, politico francese
- 1965 - Pavel Dočev, allenatore di calcio e ex calciatore bulgaro
- 1965 - Scott Fellows, regista e autore televisivo statunitense
- 1965 - Lucinda Fredericks, cavallerizza australiana
- 1965 - Didier Gadou, ex cestista, allenatore di pallacanestro e dirigente sportivo francese
- 1965 - Heo Jae, ex cestista e allenatore di pallacanestro sudcoreano
- 1965 - Sergej Kolotovkin, ex calciatore e allenatore di calcio sovietico
- 1965 - Jens Melzig, allenatore di calcio e ex calciatore tedesco
- 1965 - Jaroslav Timko, ex calciatore slovacco
- 1965 - Debbie Watson, pallanuotista australiana
- 1965 - Christopher Evan Welch, attore statunitense († 2013)
- 1965 - Roschdy Zem, attore e regista francese
- 1966 - Maria Canals-Barrera, attrice statunitense
- 1966 - Clark Kent, disc jockey e produttore discografico statunitense († 2024)
- 1966 - Ginger Fish, batterista statunitense
- 1966 - Ndubuisi Okosieme, ex calciatore nigeriano
- 1966 - Rouxinol do Rinaré, poeta e scrittore brasiliano
- 1966 - Marco Russo, politico italiano
- 1966 - Leilani Sarelle, attrice statunitense
- 1967 - Mihai Cioroianu, alpinista rumeno († 1999)
- 1967 - Igino Domanin, scrittore italiano
- 1967 - Sebastiano Fogliato, politico italiano
- 1967 - Mara Gabrilli, politica e scrittrice brasiliana
- 1967 - Giacomo Gonnella, attore italiano
- 1967 - Axel Kruse, ex calciatore tedesco orientale
- 1967 - Luana Borgia, ex attrice pornografica e modella italiana
- 1967 - Jake Reed, ex giocatore di football americano statunitense
- 1967 - Mira Sorvino, attrice statunitense
- 1967 - Gustavo Szczygielski, ex cestista uruguaiano
- 1967 - Moon Unit Zappa, attrice e scrittrice statunitense
- 1967 - Włodzimierz Zawadzki, ex lottatore polacco
- 1968 - Russell Beardsmore, ex calciatore inglese
- 1968 - Francois Botha, pugile, kickboxer e artista marziale misto sudafricano
- 1968 - Julie Fedorchak, politica statunitense
- 1968 - Mika Häkkinen, ex pilota automobilistico finlandese
- 1968 - Trish Keenan, musicista e cantante britannica († 2011)
- 1968 - Mikael Nilsson, ex calciatore svedese
- 1968 - Carré Otis, modella e attrice statunitense
- 1968 - Naomi Watts, attrice e produttrice cinematografica britannica
- 1969 - Challen Cates, attrice e produttrice cinematografica statunitense
- 1969 - Kerri Chandler, disc jockey e produttore discografico statunitense
- 1969 - Vladimir Čučelov, scacchista belga
- 1969 - Marino D'Aloisio, allenatore di calcio e ex calciatore italiano
- 1969 - J. Trevor Edmond, attore statunitense
- 1969 - Pedro Fernández, cantautore e attore messicano
- 1969 - Eleonora Ivone, attrice, modella e regista italiana
- 1969 - Piper Kerman, scrittrice statunitense
- 1969 - Dino Lenny, cantautore e disc jockey britannico
- 1969 - Bruno Marton, politico italiano
- 1969 - Christian Spuck, coreografo e regista tedesco
- 1969 - Ippei Watanabe, ex calciatore giapponese
- 1970 - Saïd Chiba, allenatore di calcio e ex calciatore marocchino
- 1970 - Kimiko Date, ex tennista giapponese
- 1970 - Bob Persichetti, regista, sceneggiatore e animatore statunitense
- 1970 - Carlo Piccoli, nuotatore italiano
- 1970 - Wilson Luís Seneme, arbitro di calcio brasiliano
- 1970 - Vincenzo Tanassi, attore italiano
- 1970 - Roy Wassberg, allenatore di calcio e ex calciatore norvegese
- 1970 - Mark Williams, ex calciatore nordirlandese
- 1971 - Joseph Arthur, musicista, pittore e scrittore statunitense
- 1971 - Enderson Moreira, allenatore di calcio brasiliano
- 1971 - Alexandre Feller, ex giocatore di calcio a 5 brasiliano
- 1971 - Chris Lucketti, allenatore di calcio e ex calciatore inglese
- 1971 - Sven Meinhardt, ex hockeista su prato tedesco
- 1971 - Aleksej Ovčinin, cosmonauta russo
- 1971 - Jean-Gaël Percevaut, ex cestista francese
- 1971 - Marcus Spears, ex giocatore di football americano statunitense
- 1971 - Andrej Uvarov, ex ballerino e direttore artistico russo
- 1971 - Alan Wright, allenatore di calcio e ex calciatore inglese
- 1971 - Ante Šimundža, allenatore di calcio e ex calciatore sloveno
- 1972 - Pero Blaževski, ex cestista e allenatore di pallacanestro macedone
- 1972 - Cathy Caverzasio, ex tennista italiana
- 1972 - Marco De Risi, doppiatore e direttore del doppiaggio italiano
- 1972 - Omar Diallo, ex calciatore senegalese
- 1972 - Carl Ellsworth, sceneggiatore statunitense
- 1972 - Henry Koto, ex calciatore salomonese
- 1972 - Kevin MacLeod, compositore e produttore discografico statunitense
- 1972 - Claudemir Vítor Marques, ex calciatore brasiliano
- 1972 - Milena Pavlović, attrice serba
- 1972 - Werner Schlager, tennistavolista austriaco
- 1972 - Michael Senft, ex canoista tedesco
- 1972 - Tamaki Serizawa, pilota motociclistico giapponese
- 1972 - Dita von Teese, modella, showgirl e ballerina statunitense
- 1973 - Mohamed Allalou, ex pugile algerino
- 1973 - Georgios Altouvas, arcivescovo cattolico greco
- 1973 - Lars Behrendt, bobbista tedesco
- 1973 - Matteo Buzzanca, musicista, compositore e produttore discografico italiano
- 1973 - Aleš Kačičnik, ex calciatore sloveno
- 1973 - Hugo Porfírio, ex calciatore portoghese
- 1973 - Brian Rafalski, ex hockeista su ghiaccio statunitense
- 1973 - José Ignacio Saénz Marín, ex calciatore spagnolo
- 1974 - Mohammed Al-Jahani, calciatore saudita
- 1974 - Alberto Angelini, allenatore di pallanuoto e ex pallanuotista italiano
- 1974 - Antonella Arancio, cantante italiana
- 1974 - Reggie Brown, ex giocatore di football americano statunitense
- 1974 - Marco Di Loreto, allenatore di calcio e ex calciatore italiano
- 1974 - Dalibor Filipović, allenatore di calcio e ex calciatore croato
- 1974 - Pascual Garrido, ex calciatore argentino
- 1974 - Richard Gravier, ex sciatore alpino francese
- 1974 - Marija Kiselëva, sincronetta e politica russa
- 1974 - Joonas Kolkka, ex calciatore finlandese
- 1974 - Chuck Kornegay, ex cestista statunitense
- 1974 - Lee Ki-hyung, ex calciatore sudcoreano
- 1974 - Andy Morrell, allenatore di calcio e ex calciatore inglese
- 1974 - Geoff Zanelli, compositore statunitense
- 1975 - Karan Ashley, attrice, sceneggiatrice e produttrice cinematografica statunitense
- 1975 - Mandy Barnett, cantante e attrice teatrale statunitense
- 1975 - Ana Brnabić, politica e economista serba
- 1975 - Saverio Costanzo, regista e sceneggiatore italiano
- 1975 - Nadine Domond, ex cestista e allenatrice di pallacanestro statunitense
- 1975 - Nathalie Hugo, doppiatrice, conduttrice televisiva e attrice belga
- 1975 - Valérien Ismaël, allenatore di calcio e ex calciatore francese
- 1975 - Nino Khurtsidze, scacchista georgiana († 2018)
- 1975 - Lenny Krayzelburg, ex nuotatore statunitense
- 1976 - Ali Asel, ex calciatore kuwaitiano
- 1976 - Lonnie Cooper, ex cestista e allenatore di pallacanestro statunitense
- 1976 - Fëdor Emel'janenko, lottatore e artista marziale misto russo
- 1976 - Ohad Knoller, attore israeliano
- 1976 - Andrea Lodovichetti, regista e sceneggiatore italiano
- 1976 - Boris Smiljanić, allenatore di calcio, ex calciatore e dirigente sportivo svizzero
- 1976 - Atalantī Tasoulī, ex cestista statunitense
- 1976 - Robert Vancea, ex calciatore rumeno
- 1976 - Bonzi Wells, ex cestista statunitense
- 1977 - Brunori Sas, cantautore, compositore e produttore discografico italiano
- 1977 - Antonio Corvetta, ex pallavolista italiano
- 1977 - Cameron Donald, pilota motociclistico australiano
- 1977 - Lounès Gaouaoui, ex calciatore algerino
- 1977 - Gorka González, ex ciclista su strada spagnolo
- 1977 - Jeezy, rapper e attore statunitense
- 1977 - Julien Pillet, schermidore francese
- 1977 - Lamine Sakho, ex calciatore senegalese
- 1977 - Alessandro Sampaoli, attore e regista italiano
- 1978 - Jarin Blaschke, direttore della fotografia statunitense
- 1978 - Paulina Boenisz, pentatleta polacca
- 1978 - Lucas Bryant, attore canadese
- 1978 - Bushido, rapper e produttore discografico tedesco
- 1978 - Peter Cambor, attore statunitense
- 1978 - José María Franco, ex calciatore uruguaiano
- 1978 - Nikki McKibbin, cantante, compositrice e personaggio televisivo statunitense († 2020)
- 1978 - John Moulder-Brown, ex sciatore alpino britannico
- 1978 - Anikó Pelle, pallanuotista ungherese
- 1978 - Phạm Hùng Dũng, ex calciatore vietnamita
- 1978 - Pastora Soler, cantante spagnola
- 1978 - Stjepan Stazić, ex cestista e allenatore di pallacanestro croato
- 1978 - Mohamed Rashid, ex calciatore emiratino
- 1979 - Rogério Márcio Botelho, ex calciatore brasiliano
- 1979 - Filipe Cândido, allenatore di calcio e ex calciatore portoghese
- 1979 - Fabrice Ehret, ex calciatore francese
- 1979 - Davidi Kitai, giocatore di poker belga
- 1979 - Ben Lewis, attore e cantante australiano
- 1979 - Bam Margera, skater, stuntman e personaggio televisivo statunitense
- 1979 - Anndi McAfee, attrice, doppiatrice e cantante statunitense
- 1979 - Kris Morlende, ex cestista della Repubblica del Congo
- 1979 - Hannah Myers, rugbista a 15 e dirigente sportiva neozelandese
- 1979 - Jurij Patrikeev, lottatore russo
- 1979 - Tristan Peersman, ex calciatore belga
- 1979 - Alessandra Pierelli, showgirl e attrice italiana
- 1979 - Kerstin Reisenhofer, ex sciatrice alpina austriaca
- 1979 - Sandra Sassine, schermitrice canadese
- 1979 - Fabio Soli, allenatore di pallavolo e ex pallavolista italiano
- 1980 - Patrick Brink, wrestler statunitense
- 1980 - Brigitta Callens, modella belga
- 1980 - Manuel Carrizo, ex cestista argentino
- 1980 - Elena Chrustalëva, ex biatleta russa
- 1980 - Viktorija Kljugina, ex altista russa
- 1980 - Pippo Mezzapesa, regista e sceneggiatore italiano
- 1980 - Sara Moretto, politica italiana
- 1980 - Benjamin Nicaise, allenatore di calcio e ex calciatore francese
- 1980 - Giordana Rocchi, ex ginnasta italiana
- 1980 - Maurice Smith, multiplista giamaicano
- 1980 - Luca Tedeschini, cestista italiano
- 1981 - Ante Aračić, calciatore croato
- 1981 - David Baas, giocatore di football americano statunitense
- 1981 - Hans-Peter Berger, ex calciatore austriaco
- 1981 - Cecilia Brækhus, pugile norvegese
- 1981 - Nihan Büyükağaç, attrice turca
- 1981 - Wilfredo Caballero, allenatore di calcio e ex calciatore argentino
- 1981 - José Calderón, ex cestista spagnolo
- 1981 - George Castiglia, attore e doppiatore italiano
- 1981 - Carlos Coloma, mountain biker spagnolo
- 1981 - Melissa Claire Egan, attrice statunitense
- 1981 - Jorge Guagua, ex calciatore ecuadoriano
- 1981 - Jesús Hernández, dirigente sportivo e ex ciclista su strada spagnolo
- 1981 - Megumi Kagurazaka, attrice giapponese
- 1981 - Scott Lawson, ex rugbista a 15 britannico
- 1981 - Loïc Loval, ex calciatore francese
- 1981 - Marjan Marković, ex calciatore serbo
- 1981 - Mauro Óbolo, ex calciatore argentino
- 1981 - Guillaume Samica, pallavolista francese
- 1981 - Hiromasa Tanaka, multiplista giapponese
- 1981 - Trixi Worrack, ex ciclista su strada, pistard e ciclocrossista tedesca
- 1982 - Nawaf Al-Mutairi, ex calciatore kuwaitiano
- 1982 - Anderson Varejão, ex cestista brasiliano
- 1982 - Aleksandr Anjukov, allenatore di calcio e ex calciatore russo
- 1982 - Takeshi Aoki, ex calciatore giapponese
- 1982 - Alex Barron, giocatore di football americano statunitense
- 1982 - Ex Novo, cantautore italiano
- 1982 - Abhinav Bindra, tiratore a segno indiano
- 1982 - Anton Bobër, ex calciatore russo
- 1982 - Emelio Caligdong, ex calciatore filippino
- 1982 - César Carignano, ex calciatore argentino
- 1982 - St. Vincent, cantautrice, compositrice e polistrumentista statunitense
- 1982 - Matthew Cohen, attore e regista statunitense
- 1982 - Ray Emery, hockeista su ghiaccio canadese († 2018)
- 1982 - Kazue Fukiishi, attrice e modella giapponese
- 1982 - Jevhen Ivanjak, giocatore di calcio a 5 ucraino
- 1982 - Jean-Paul Kalala, ex calciatore della Repubblica Democratica del Congo
- 1982 - Ranbir Kapoor, attore e dirigente sportivo indiano
- 1982 - Nolwenn Leroy, cantante, cantautrice e attrice francese
- 1982 - Peter London, bassista svedese
- 1982 - Emeka Okafor, ex cestista statunitense
- 1982 - Filiberto Rivera, cestista portoricano
- 1982 - Luke Varney, ex calciatore inglese
- 1983 - Alessandra Galiotto, ex canoista italiana
- 1983 - Richard Henyekane, calciatore sudafricano († 2015)
- 1983 - Mattia Marchesetti, calciatore italiano
- 1983 - Cameron Mizell, produttore discografico e cantautore statunitense
- 1983 - Stefan Moore, ex calciatore inglese
- 1983 - Cristiano Moraes de Oliveira, ex calciatore brasiliano
- 1983 - Bryan Prunty, ex calciatore scozzese
- 1983 - Tomáš Rada, calciatore ceco
- 1983 - Anthony Ravard, dirigente sportivo e ex ciclista su strada francese
- 1983 - Vincent Simon, calciatore francese
- 1983 - David Verdaguer, attore e comico spagnolo
- 1983 - Michał Winiarski, allenatore di pallavolo e ex pallavolista polacco
- 1983 - Sarah Wright, attrice statunitense
- 1984 - Baraka Atkins, ex giocatore di football americano statunitense
- 1984 - Alex Bruce, ex calciatore nordirlandese
- 1984 - Franco Eco, compositore, produttore discografico e regista teatrale italiano
- 1984 - Brittany Flickinger, personaggio televisivo, cantante e modella statunitense
- 1984 - Atli Guðnason, ex calciatore islandese
- 1984 - Sibel Güler, taekwondoka turca
- 1984 - Youssef Kaddioui, calciatore marocchino
- 1984 - Martin Latka, ex calciatore ceco
- 1984 - Cheryl Maas, ex snowboarder olandese
- 1984 - Oksana Parchomenko, pallavolista azera
- 1984 - Kaylin Richardson, ex sciatrice alpina statunitense
- 1984 - Phoebe Robinson, comica, attrice e scrittrice statunitense
- 1984 - René Schicker, ex calciatore austriaco
- 1984 - Nadia Szold, regista, sceneggiatrice e produttrice cinematografica statunitense
- 1984 - Melody Thornton, cantautrice, attrice e ballerina statunitense
- 1984 - Mathieu Valbuena, calciatore francese
- 1984 - Tommy Wright, allenatore di calcio e ex calciatore inglese
- 1984 - Ryan Zimmerman, ex giocatore di baseball statunitense
- 1985 - Luke Chambers, ex calciatore inglese
- 1985 - Cara Ellison, autrice di videogiochi britannica
- 1985 - Frankie Gavin, pugile britannico
- 1985 - Alina Ibragimova, violinista russa
- 1985 - Stefano La Rosa, mezzofondista e maratoneta italiano
- 1985 - Jean-Michel Mipoka, cestista francese
- 1985 - James Perch, calciatore inglese
- 1985 - Gonzalo Prósperi, ex calciatore argentino
- 1985 - Richard Roby, ex cestista statunitense
- 1985 - Shindong, cantante, attore e conduttore televisivo sudcoreano
- 1985 - Márton Tóth, pallanuotista ungherese
- 1985 - Jana Uskova, ex pallamanista russa
- 1986 - Nnaemeka Ajuru, ex calciatore nigeriano
- 1986 - Stefano Albertini, pilota di rally italiano
- 1986 - Rômulo Alves Nobre, giocatore di calcio a 5 brasiliano
- 1986 - Ciro D'Emilio, regista e sceneggiatore italiano
- 1986 - Andrés Guardado, calciatore messicano
- 1986 - Akiko Ino, ex pallavolista giapponese
- 1986 - Caroline Larsson, cantante svedese
- 1986 - David Morillas, calciatore spagnolo
- 1986 - Bernd Nehrig, ex calciatore tedesco
- 1986 - Jordan Norwood, giocatore di football americano statunitense
- 1986 - Laurie Penny, giornalista e scrittrice britannica
- 1986 - Javi Poves, ex calciatore spagnolo
- 1986 - Dominic Waters, cestista statunitense
- 1986 - Engin Öztürk, attore turco
- 1986 - Oleh Šyrjajev, militare e attivista ucraino
- 1987 - Yunis Abdelhamid, calciatore francese
- 1987 - Carlos Adriano de Sousa Cruz, calciatore brasiliano
- 1987 - Terence Crawford, pugile statunitense
- 1987 - Gary Deegan, ex calciatore irlandese
- 1987 - Filip Đorđević, ex calciatore serbo
- 1987 - Devan Downey, ex cestista statunitense
- 1987 - Hilary Duff, attrice, cantante e imprenditrice statunitense
- 1987 - Filip Flisar, sciatore freestyle e ex sciatore alpino sloveno
- 1987 - Jinny, ex wrestler britannica
- 1987 - Dan Keat, ex calciatore neozelandese
- 1987 - Samuel Koch, attore tedesco
- 1987 - Lea Mersch, ex cestista tedesca
- 1987 - Daniel Nešpor, ex calciatore ceco
- 1987 - James John O'Brien, ex calciatore irlandese
- 1987 - Sílvio Manuel Pereira, ex calciatore portoghese
- 1987 - Sergio Romano, giocatore di calcio a 5 italiano
- 1987 - Tom Stourton, attore, comico e doppiatore britannico
- 1987 - Alex Winston, cantautrice statunitense
- 1988 - Lorenzo Barillari, pallanuotista italiano
- 1988 - Dīmītrīs Christofī, calciatore cipriota
- 1988 - Esmée Denters, cantante olandese
- 1988 - Luiz Gustavo Domingues, calciatore brasiliano
- 1988 - Ralf Fährmann, calciatore tedesco
- 1988 - Corentin Fila, attore francese
- 1988 - José Miguel Granadino, calciatore salvadoregno
- 1988 - Martina Grimaldi, nuotatrice italiana
- 1988 - Simone Grotzkyj, pilota motociclistico italiano
- 1988 - Ashley Hamilton, cestista statunitense
- 1988 - Jason Jordan, wrestler statunitense
- 1988 - Gunnhildur Yrsa Jónsdóttir, calciatrice islandese
- 1988 - Jordan Knackstedt, hockeista su ghiaccio canadese
- 1988 - Atanas Kurdov, ex calciatore bulgaro
- 1988 - Hana Mae Lee, attrice statunitense
- 1988 - Adam Marciniak, ex calciatore polacco
- 1988 - Nenad Marinković, ex calciatore serbo
- 1988 - Ryunosuke Noda, ex calciatore giapponese
- 1988 - Lee Novak, ex calciatore inglese
- 1988 - Lúcio Maranhão, calciatore brasiliano
- 1988 - Irena Pavlović, ex tennista francese
- 1988 - Baptiste Planckaert, ciclista su strada belga
- 1988 - Lorenzo Sebastiani, rugbista a 15 italiano († 2009)
- 1988 - Olivia Jordan, modella e attrice statunitense
- 1988 - Wergiton do Rosário Calmon, calciatore brasiliano
- 1988 - Bahar Çağlar, cestista turca
- 1988 - Marin Čilić, tennista croato
- 1989 - Steven Adams, calciatore ghanese
- 1989 - Çağla Büyükakçay, tennista turca
- 1989 - Piotr Czerkawski, critico cinematografico e giornalista polacco
- 1989 - Mirela Demireva, altista bulgara
- 1989 - Marcus Groß, canoista tedesco
- 1989 - Amandine Henry, calciatrice francese
- 1989 - Raphael Holzdeppe, astista tedesco
- 1989 - Darius Johnson-Odom, cestista statunitense
- 1989 - Manassé Enza-Yamissi, calciatore centrafricano
- 1989 - Lucas Nix, giocatore di football americano statunitense
- 1989 - Mark Leonard Randall, calciatore inglese
- 1989 - Duncan Reid, cestista hongkonghese
- 1989 - Brandian Ross, giocatore di football americano statunitense
- 1989 - David Simbo, calciatore sierraleonese
- 1989 - Yaya Soumahoro, ex calciatore ivoriano
- 1989 - Arty, disc jockey, produttore discografico e musicista russo
- 1989 - Aleksandr Vinnik, cestista russo
- 1989 - Reinaldo, calciatore brasiliano
- 1989 - Nick von Niederhäusern, ex calciatore svizzero
- 1990 - David Accam, ex calciatore ghanese
- 1990 - Evan Dunfee, marciatore canadese
- 1990 - Matthew Fahey, attore e produttore televisivo statunitense
- 1990 - Valeria Fodri, calciatrice italiana
- 1990 - Ibrahim Ghaleb, calciatore saudita
- 1990 - Maxim Hovanschi, calciatore moldavo
- 1990 - Mychal Kendricks, giocatore di football americano statunitense
- 1990 - Nadim Kobeissi, informatico e attivista libanese
- 1990 - Martins Licis, strongman lettone
- 1990 - Breno Lopes, calciatore brasiliano
- 1990 - Patrícia Teixeira Ribeiro, cestista brasiliana
- 1990 - Kirsten Prout, attrice canadese
- 1990 - Tom Siebenaler, calciatore lussemburghese
- 1990 - Lopeti Timani, rugbista a 15 australiano
- 1990 - Jasper Dolphin, attore e stuntman statunitense
- 1990 - Zhu Qianwei, nuotatrice cinese
- 1991 - Furkan Alakmak, calciatore olandese
- 1991 - Pamela Dutkiewicz, ostacolista tedesca
- 1991 - Jang Hyun-soo, calciatore sudcoreano
- 1991 - Ian Miller, cestista statunitense
- 1991 - Al'bert Oguzov, judoka russo
- 1991 - Franck Ohandza, calciatore camerunese
- 1991 - Marcelo Posadas, calciatore salvadoregno
- 1991 - Eddie Rosario, giocatore di baseball portoricano
- 1991 - Aladin Šišić, ex calciatore bosniaco
- 1991 - Ivan Vălčanov, calciatore bulgaro
- 1991 - Carolina Venegas, calciatrice costaricana
- 1991 - Angelos Vlachopoulos, pallanuotista greco
- 1991 - Matthew Whichelow, calciatore montserratiano
- 1992 - Cristián Marcelo Álvarez, calciatore argentino
- 1992 - Adeline Baud, ex sciatrice alpina francese
- 1992 - Khem Birch, cestista canadese
- 1992 - Frauches, ex calciatore brasiliano
- 1992 - Keir Gilchrist, attore britannico
- 1992 - Jomar, calciatore brasiliano
- 1992 - Rolandas Jakštas, cestista lituano
- 1992 - Sandro Jenal, ex sciatore alpino svizzero
- 1992 - Alex Landi, attore statunitense
- 1992 - Luís Gustavo Ledes, calciatore portoghese
- 1992 - Tyler Lockett, giocatore di football americano statunitense
- 1992 - Stefano Magnasco, calciatore cileno
- 1992 - Skye McCole Bartusiak, attrice statunitense († 2014)
- 1992 - Luc Meacham, giocatore di football americano statunitense
- 1992 - Ignasi Miquel, calciatore spagnolo
- 1992 - Strahinja Mićović, cestista serbo
- 1992 - Filip Modelski, ex calciatore polacco
- 1992 - Paula Ormaechea, tennista argentina
- 1992 - Ğūsman Qyrğyzbaev, judoka kazako
- 1992 - Luis Alberto Romero Alconchel, calciatore spagnolo
- 1992 - Aboubacar Thomas Sylla, lottatore guineano
- 1992 - Adam Thompson, calciatore nordirlandese
- 1992 - Kōko Tsurumi, ginnasta giapponese
- 1992 - J.R. Villarreal, attore statunitense
- 1992 - Tomáš Vyoral, cestista ceco
- 1993 - Leonel Alves, ex calciatore andorrano
- 1993 - Daniel Braverman, ex giocatore di football americano statunitense
- 1993 - Aquille Carr, cestista statunitense
- 1993 - Iakob Kajaia, lottatore georgiano
- 1993 - Stelios Kitsiou, calciatore greco
- 1993 - Paloma Lázaro, calciatrice spagnola
- 1993 - Joni Mäkelä, calciatore finlandese
- 1993 - Alan Mendoza, calciatore messicano
- 1993 - Jan Rebec, cestista sloveno
- 1993 - Cristina Selmi, calciatrice italiana
- 1993 - Tom Wamukota, cestista keniota
- 1993 - Jodie Williams, ex velocista britannica
- 1994 - Xavier Arreaga, calciatore ecuadoriano
- 1994 - Benjamin Axus, judoka francese
- 1994 - Elisa Bortoli, mezzofondista italiana
- 1994 - Bartłomiej Bołądź, pallavolista polacco
- 1994 - Maria Centracchio, ex judoka italiana
- 1994 - Trevor Daniel, cantante statunitense
- 1994 - Mateus Gonçalves Martins, calciatore brasiliano
- 1994 - Ashley Hugill, giocatore di snooker inglese
- 1994 - Kim Tae-yun, pattinatore di velocità su ghiaccio sudcoreano
- 1994 - Onurcan Piri, calciatore turco
- 1994 - Vegas Jones, rapper italiano
- 1994 - Lucas Salas, calciatore argentino
- 1994 - Corinne Suter, sciatrice alpina svizzera
- 1994 - Rodrigo Tapia, calciatore argentino
- 1995 - Ahmed Al-Attas, calciatore emiratino
- 1995 - Joe Barlow, giocatore di baseball statunitense
- 1995 - Zach Brown, cestista statunitense
- 1995 - Izabella Chiappini, pallanuotista brasiliana
- 1995 - Ahmad Ersan, calciatore giordano
- 1995 - Juancho Hernangómez, cestista spagnolo
- 1995 - Kim Bo-ra, attrice sudcoreana
- 1995 - Marilyn Lima, attrice francese
- 1995 - Caleb Martin, cestista statunitense
- 1995 - Cody Martin, cestista statunitense
- 1995 - Matt McQuaid, ex cestista statunitense
- 1995 - Júnior Moreno, calciatore venezuelano
- 1995 - Sergio Peña, calciatore peruviano
- 1996 - Michel Araújo, calciatore uruguaiano
- 1996 - Yohan Baï, calciatore francese
- 1996 - Gabriel Debeljuh, calciatore croato
- 1996 - Gil Dias, calciatore portoghese
- 1996 - Daniel Donzelli, cestista italiano
- 1996 - Viktor Filutás, ciclista su strada e pistard ungherese
- 1996 - Dominic Gilbert, cestista australiano
- 1996 - Basant Hemida, velocista egiziana
- 1996 - Alassane Razak Keita, ex calciatore ivoriano
- 1996 - Luquinhas, calciatore brasiliano
- 1996 - Teaira McCowan, cestista statunitense
- 1996 - Erik Resell, ciclista su strada e ciclocrossista norvegese
- 1996 - Sara Ricciardi, ginnasta italiana
- 1996 - Michael Ronda, attore e cantante messicano
- 1996 - Josh Sharma, cestista statunitense
- 1996 - Jahlani Tavai, giocatore di football americano statunitense
- 1996 - Lautaro Torres, calciatore argentino
- 1996 - Alassane Traoré, calciatore ivoriano
- 1996 - Joel Vieira Pereira, calciatore portoghese
- 1997 - Ifunanyachi Achara, calciatore nigeriano
- 1997 - Jaime Pinto, calciatore portoghese
- 1997 - Sebastián Jurado, calciatore messicano
- 1997 - Melvin Landerneau, pistard francese
- 1997 - Matheus Oliveira, calciatore brasiliano
- 1997 - Nil Roca, hockeista su pista spagnolo
- 1998 - Răzvan Arnăut, lottatore rumeno
- 1998 - Victor Bailey, cestista statunitense
- 1998 - Alessandro Covi, ciclista su strada italiano
- 1998 - Jake Dunwoody, calciatore nordirlandese
- 1998 - Alessandro Faccin, hockeista su pista italiano
- 1998 - Aleksandra Gorjačkina, scacchista russa
- 1998 - Carlos Heredia, calciatore spagnolo
- 1998 - Katarina Luketić, pallavolista croata
- 1998 - Dan Moore, giocatore di football americano statunitense
- 1998 - Alexandru Pașcanu, calciatore rumeno
- 1998 - Luke Schoonmaker, giocatore di football americano statunitense
- 1998 - Panna Udvardy, tennista ungherese
- 1998 - Evina Westbrook, cestista statunitense
- 1998 - Matías de los Santos, calciatore uruguaiano
- 1998 - Mario Ćurić, calciatore croato
- 1999 - Kayla Day, tennista statunitense
- 1999 - Ulisses Wilson Jeronymo Rocha, calciatore brasiliano
- 1999 - Tyler Shough, giocatore di football americano statunitense
- 1999 - Marios Siampanīs, calciatore greco
- 1999 - Jada Stinson, cestista statunitense
- 1999 - Tomas Totland, calciatore norvegese
- 1999 - Alimardon Šùkùrov, calciatore kirghiso
- 2000 - Andrew Booth Jr., giocatore di football americano statunitense
- 2000 - Brenna D'Amico, attrice statunitense
- 2000 - Laura Fazliu, judoka kosovara
- 2000 - Þórir Jóhann Helgason, calciatore islandese
- 2000 - Jeong Ho-yeon, calciatore sudcoreano
- 2000 - Frankie Jonas, attore statunitense
- 2000 - Spencer Rattler, giocatore di football americano statunitense
- 2000 - Bojan Roganović, calciatore montenegrino
- 2000 - Francesco Scagliola, velista italiano
- 2000 - Tyrell Terry, cestista statunitense
- 2000 - Nikola Terzić, calciatore serbo
- 2000 - Amir Mohammad Yazdani, lottatore iraniano

## XXI secolo(22)
- 2001 - Marco Boras, calciatore croato
- 2001 - Roko Jurišić, calciatore croato
- 2001 - Stepan Oganesjan, calciatore russo
- 2001 - Mattie Pollock, calciatore inglese
- 2001 - Hogan Ukpa, calciatore nigeriano
- 2002 - Mykolas Alekna, discobolo lituano
- 2002 - Denis Karjagin, pallavolista bulgaro
- 2002 - Eduardo Kempf Schwade, calciatore brasiliano
- 2002 - Béni Makouana, calciatore congolese (Repubblica del Congo)
- 2002 - Shunsuke Mito, calciatore giapponese
- 2002 - Gaetano Oristanio, calciatore italiano
- 2003 - Júlio César Alves Gonçalves, calciatore brasiliano
- 2003 - Lauren Spencer-Smith, cantante canadese
- 2004 - Iván Fresneda, calciatore spagnolo
- 2004 - Isack Hadjar, pilota automobilistico francese
- 2004 - Magdalena Sobal, calciatrice polacca
- 2004 - Gerardo Valenzuela, calciatore statunitense
- 2005 - Adam Daghim, calciatore danese
- 2005 - Gabriel Moscardo, calciatore brasiliano
- 2006 - James Scanlon, calciatore gibilterriano
- 2006 - Momona Tamada, attrice canadese
- 2009 - Cavan Sullivan, calciatore statunitense